# 圣乌
圣乌（法語：Saint-Août）是法国安德尔省的一个市镇，位于该省东部，属于拉沙特尔区。该市镇总面积54.11平方公里，2009年时的人口为868人。

## 人口
圣乌人口变化图示